# Петер Краус (хокеїст на траві)
Петер Краус (нім. Peter Kraus, 27 червня 1941 — 1 серпня 2024) — німецький хокеїст на траві.
Олімпійський чемпіон 1972 року.